# Carles Marzo
Carles Marzo Checa (nacido el 15 de mayo de 1992, en Barcelona)  es un jugador de baloncesto español, que ocupa la posición de base. Actualmente milita en el Club Bàsquet Prat de la  Liga LEB Plata.

## Biografía
Tras formarse como jugador en las categorías inferiores del FC Barcelona. Fue cedido al CB Cornellá, en que disputó sólo nueve encuentros en una Liga LEB Oro de la mano de Txema Solsona cuando era uno de los juniors del FC Barcelona.
Logró el doblete en la Liga LEB Plata con un TAU Castelló que comenzaba a sonar con fuerza de su mano tras un primer ascenso en Oviedo, llevó a un modesto Óbila a la disputa de dos finales, se proclamó mejor base y probó fortuna vistiendo en su pecho un nombre con tanto prestigio como el del HLA Lucentum pero desde que debutara en la Liga LEB Plata en 2010, el currículum deportivo de Carles Marzo tenía una guerra pendiente, su salto a una Liga LEB Oro que será esta temporada una realidad para él.
En 2017, se compromete por el Club Baloncesto Peñas Huesca de la Liga LEB.

## Clubes
- Cat. Inferiores: F. C. Barcelona
- 2007/08: F. C. Barcelona (Cadete)
- 2008/09: Club Bàsquet Cornellà  (LEB Plata)
- 2009/10: Club Bàsquet Cornellà  (LEB Oro)
- 2010/12: F. C. Barcelona B (LEB Plata)
- 2012/13: Club Bàsquet Cornellà (Liga EBA)
- 2012/13: Oviedo Club Baloncesto (LEB Plata)
- 2013/14: Carrefour El Bulevar (LEB Plata)
- 2014/15: Amics del Bàsquet Castelló (LEB Plata)
- 2015/16: Carrefour El Bulevar (LEB Plata)
- 2016/17: Club Baloncesto Lucentum Alicante (LEB Plata)
- 2017/18: Club Baloncesto Peñas Huesca (LEB Oro)
- 2018/19: Basket Navarra Club (LEB Plata)
- 2019/20: Club Bàsquet Prat (LEB Plata)